# Montoursville
Montoursville é um distrito localizado no estado norte-americano de Pensilvânia, no Condado de Lycoming.

## Demografia
Segundo o censo norte-americano de 2000, a sua população era de 4777 habitantes.
Em 2006, foi estimada uma população de 4647, um decréscimo de 130 (-2.7%).

## Geografia
De acordo com o United States Census Bureau tem uma área de
10,8 km², dos quais 10,5 km² cobertos por terra e 0,3 km² cobertos por água.

## Localidades na vizinhança
O diagrama seguinte representa as localidades num raio de 12 km ao redor de Montoursville.